# Beceni
Beceni é uma comuna romena localizada no distrito de Buzău, na região de Valáquia. A comuna possui uma área de 76.65 km² e sua população era de 4720 habitantes segundo o censo de 2007.